# Преображение Господне (Агия Сотира)
„Преображение Господне/Христово“ (на гръцки: Μεταμορφώσεως του Σωτήρος) е православна църква в село Агия Сотира (Своляни), Егейска Македония, Гърция, част от Сисанийската и Сятищка епархия.
Църквата е гробищен еднокорабен храм и датира от XVIII век - периода на основаване на селото. Разположена е на входа в южната му част. Според легендата е построена като обет от клефт, който бяга от турците и е спасен в селото. Църквата е изографисана през 1783 година от зографа Михаил от епирското село Хионадес според запазения ктиторски надпис над южната входна врата на църквата. Фреските в наоса и в светилището са изключителен пример за местното изкуство. Образите спазват византийската агиографска традиция и същевременно са напълно човешки и живи. Според друг източник храмът е от 1790 година.
В 1997 година църквата е обявена за защитен паметник.